# Lillån, Uppland
För andra betydelser, se Lillån.
Lillån är en numera mycket liten å som rinner genom Kårsta/Ekskogen-bygden i Vallentuna kommun. 
På den tid när vikingar fortfarande var bosatta i dessa trakter hade de stor användning för Lillån som har sin början i sjön Sparren i Kårsta. 
Senare när bönder började odla marken i området började plundrare färdas längs ån, men de stoppades alltid av Kårsta/Ekskogen-bygdens starka bönder, ett klart bevis på detta är Rysskullen som ligger några kilometer väster om Kårsta station. 
Senare kom även ångbåtar att färdas på ån men numera är vattenståndet så lågt i ån att inga båtar kan ta sig fram på den.